# Оржів (село)
О́ржів — село в Україні, у Народицькій селищній територіальній громаді Коростенського району Житомирської області. Населення становить 30 осіб.

## Історія
Відоме з 1954 року як  населений пункт Норинцівської сільської ради.